# Nippon Safes Inc.
 (juillet 2024).
 (juillet 2024).
Si vous disposez d'ouvrages ou d'articles de référence ou si vous connaissez des sites web de qualité traitant du thème abordé ici, merci de compléter l'article en donnant les références utiles à sa vérifiabilité et en les liant à la section « Notes et références ».
Nippon Safes Inc. est un jeu vidéo d'aventure en pointer-et-cliquer développé par Dynabyte et édité par la société EUCLIDEA de Gênes, Italie, en 1992, disponible sur Amiga et DOS. Le jeu se déroule de nos à jours à Tyoko, une ville imaginaire située entre Tokyo et Kyoto (d'après le manuel du jeu).

## Synopsis
Trois personnages ayant chacun de gros défauts viennent juste d'être libérés de prison, et sont engagés par un mystérieux commanditaire pour percer le secret d'un coffre-fort. Il s'agit de :
- Dino Fagioli (alias Sucker- l'abruti), armoire à glace doté d'une cervelle de moineau, "tout dans les bras et rien dans la tête"
- Donna Fatale (alias Sexy- la canon), une pute strip-teaseuse célèbre pour son "spectacle de la bouteille","sexy et vénale"
- Dough Nuts (alias Smart - le futé), génie de l'informatique et du crime, "tout la tête et rien dans les bras"

En début de partie le joueur choisit d'interpréter l'un des trois héros, chacun devant résoudre des énigmes de façon différente tout au long du jeu. Il est donc possible de vivre la même aventure sous trois points de vue différents.
La partie du jeu la plus simple est celle de Dino Fagioli (faglioli voulant dire haricot, mais plus subtilement 'péteux'), car c'est l'abruti du jeu, donc des énigmes pas trop compliquées.
Elle est sous-titrée d'ailleurs dans le jeu : "Dino Fagioli à la recherche de l'intelligence perdue", pastiche humoristique d'Indiana Jones à la recherche de l'arche perdue.
Vient ensuite la partie de Donna Fatale, moyennement difficile.
Et la dernière, la plus dure, celle de Dough Nuts, sous titrée "In-dough-ana Jaunes d'œufs et le temple de la mélasse", tiré bien sûr du nom du film "Indiana Jones et le Temple Maudit".
Les énigmes de l'aventure de Dough sont assez ardues, le programmeur ayant incorporé des énigmes avec des mathématiques.

## Bugs du jeu
Le jeu est buggé, dans sa version anglaise et française. Il y a deux raisons à ça:
-La première est que la traductrice professionnelle a corrompu le format de fichier texte utilisé pour les commandes basiques AMOS du moteur parallaction, et a également malencontreusement supprimé une ligne de commande (celle-ci par exemple empêche que Dino donne le ticket à Dough dans la version française).
La seconde est que Paolo Costabel, le programmeur amiga du jeu, n'a pas recalculé correctement la longueur des fichiers.... Le moteur ne pardonne pas ce genre d'erreur, et plante sur chacune de ces erreurs.
À la fin du jeu, après avoir fini le jeu avec les 3 personnages, l'amiga plante violemment, et pareil sur la version PC.
Il y a également pas mal d'erreurs de traduction tout au long du jeu. La traduction du manuel dans la langue de molière est absolument horrible, et la version anglaise n'est pas bonne non plus (source: magazines de l'époque, joystick et journaux anglais).
À noter par ailleurs que le système d'installation du jeu sur disque dur est buggé lui aussi et ne fonctionne pas. CFOU a d'ailleurs du coder un script pour son install sur whdload, car la routine d'install d'origine du jeu plante après avoir copié la disquette 1 sur disque dur.
La version PC étant un port direct de la version amiga, et utilisant exactement les mêmes fichiers de données, on retrouve exactement les mêmes erreurs aux même endroits que sur la version amiga sur la version française.
A la date du 15-08-2017, la version Amiga en langue française est définitivement déboguée, les erreurs de traductions, d'orthographe ont été corrigées.